# Papirus Oxyrhynchus 37
Papirus Oxyrhynchus 37 oznaczany jako P.Oxy.I 37 – rękopis zawierający zapis procesu sądowego napisany w języku greckim przez nieznanego autora. Papirus ten został odkryty przez Bernarda Grenfella i Arthura Hunta w 1897 roku w Oksyrynchos. Rękopis powstał 29 marca 49 roku n.e. Przechowywany jest w Bibliotece Brytyjskiej (746). Tekst został opublikowany przez Grenfella i Hunta w 1898 roku.
Manuskrypt został napisany na papirusie, na pojedynczej karcie. Rozmiary zachowanego fragmentu wynoszą 31 na 40,7 cm. Iota adscriptum zawsze są pisane dla końcowego omega i eta.